# Elga Sesemann
Elga Charlotte Sesemann, född 28 mars 1922 i Viborg i Finland, död 21 januari 2007 i Helsingfors i Finland, var en finländsk bildkonstnär. Hon tillhörde ett köpmanssläkte av tyskt ursprung, som på 1660-talet installerade sig i Viborg, då tillhörande Sverige.
Elga Sesemann studerade vid Centralskolan för konstflit, Finlands konstakademis skola 1941–1943 och Fria konstskolan 1943–1944. Hon representerar modernismen och var en av 1940-talets mest framstående expressionister i Finland och en stor kolorist. Istället för pensel, arbetade hon med palettkniv.. Hon hade sitt konstnärliga genombrott 1943. Verk skapade av Elga Sesemann ingår i bland andra Ateneums samlingar i Helsingfors och i Bäcksbacka-samlingen vid Helsingfors konstmuseum HAM. 
Hon var gift med bildkonstnären Seppo Näätänen (1920–1964). Paret hade först en ateljé i Brändö, Helsingfors stad, därefter bodde och arbetade de i sin villa i Ruovesi, cirka 80 kilometer norr om Tammerfors. Efter Seppo Näätänens död 1964 bodde Elga Sesemann i Helsingfors under vinterhalvåret.
Bokförlaget WSOY utgav 1959 Elga Sesemanns självbiografiska verk Kuvajaisia – Erään omakuvan taustamaisemaa ("Speglingar - ett självporträtts bakgrund"). Det är en nyckelroman om författarens barndom, med fiktiva personnamn. Författarens syssling Oscar Parland har skrivit en artikel, som avslöjer personernas verkliga identiteter.